# Plectorhinchus gaterinoides
Plectorhinchus gaterinoides är en fiskart som först beskrevs av Smith 1962.  Plectorhinchus gaterinoides ingår i släktet Plectorhinchus och familjen Haemulidae. Inga underarter finns listade i Catalogue of Life.